# Желудевское сельское поселение
Желудевское се́льское поселе́ние — муниципальное образование в Шиловском районе Рязанской области Российской Федерации. Административный центр — село Желудево.

## Географическое положение
Желудевское сельское поселение расположено на юге Шиловского муниципального района Рязанской области, и граничит на севере — с Шиловским городским поселением, на востоке — с Тимошкинским сельским поселением, на юге — с Путятинским муниципальным районом, на западе — с Ибредским сельским поселением.
Площадь Желудевского сельского поселения — 65,60 км².

## Климат и природные ресурсы
Климат Желудевского сельского поселения умеренно континентальный с умеренно-холодной зимой и теплым летом. Осадки в течение года распределяются неравномерно.
Водные ресурсы представлены наличием реки Пары; имеются озера Купальное и Святое. Почвы на территории поселения серые лесные, супесчаные и суглинистые. Территория поселения расположена в зоне широколиственных и смешанных лесов.

## История
Образовано в результате муниципальной реформы 2006 г. на территории Желудевского сельского округа (центр Желудево) — с возложением административного управления на село Желудево.
Образование и административное устройство сельского поселения определяются законом Рязанской области от 07.10.2004 № 102-ОЗ.
Границы сельского поселения определяются законом Рязанской области от 28.12.2007 № 240-ОЗ.

## Население
| 2010  | 2012  | 2013  | 2014  | 2015  | 2016  | 2017  | 2018  | 2019  |
| ----- | ----- | ----- | ----- | ----- | ----- | ----- | ----- | ----- |
| 1506  | ↘1502 | ↗1527 | ↘1498 | ↗1500 | ↘1484 | ↗1510 | ↗1512 | ↘1476 |
| 2020  | 2021  |       |       |       |       |       |       |       |
| ↗1478 | ↘1202 |       |       |       |       |       |       |       |

## Состав сельского поселения
| № | Населённый пункт | Тип населённого пункта       | Население |
| - | ---------------- | ---------------------------- | --------- |
| 1 | Авдотьинка       | деревня                      | ↘549      |
| 2 | Желудево         | село, административный центр | ↘819      |
| 3 | Сановка          | село                         | ↘138      |

## Местное самоуправление
Главы сельского поселения
- с 8.09.2013 года — Пётр Иванович Шевченко[16]
- до 2023 года -Лариса Михайловна Чернышова

Главы администрации
- Геннадий Александрович Анучин

## Экономика
По данным на 2015/2016 г. на территории Желудевского сельского поселения Шиловского района Рязанской области расположено:
1. ООО «Желудево», агропромышленное предприятие.

Реализацию товаров и услуг осуществляют 7 магазинов и 2 предприятия общественного питания.

## Социальная инфраструктура
На территории Желудевского сельского поселения действуют: 1 отделение почтовой связи, 3 фельдшерско-акушерских пункта (ФАПа), Шиловский дом инвалидов и престарелых, Желудевская средняя общеобразовательная школа, 2 клуба и 1 библиотека.

## Транспорт
Основные грузо- и пассажироперевозки осуществляются автомобильным транспортом. Через территорию Желудевского сельского поселения проходит автомобильная дорога федерального значения М-5 «Урал»: Москва — Рязань — Пенза — Самара — Уфа — Челябинск.